# Zorzines tenebricosa
Zorzines tenebricosa là một loài bướm đêm trong họ Noctuidae.